# 마루야 사이이치

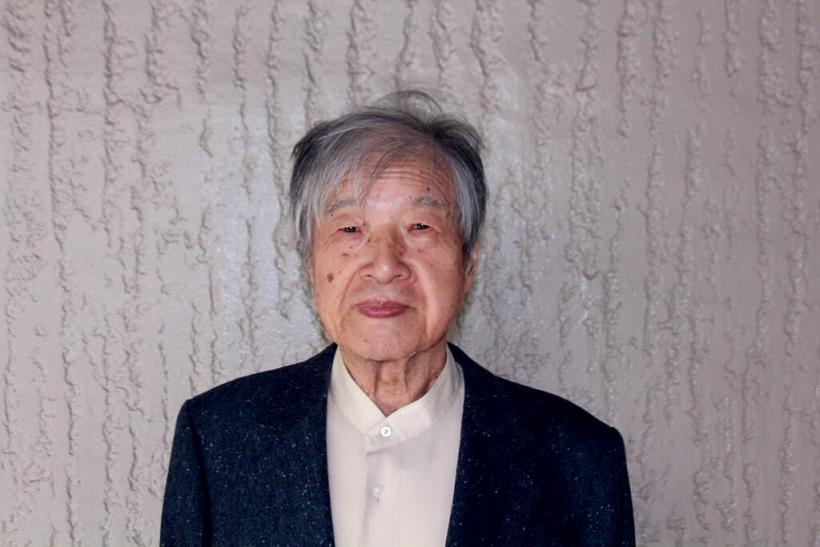

마루야 사이이치(일본어: 丸谷才一1925년 8월 27일 ~ 2012년 10월 13일)는 일본의 소설가, 문예평론가, 번역가이다. 주된 작품은 "조릿대 베개(笹まくら)" 등이며, 문장은 일관해서 역사적 가나 표기법을 사용했다. 일본문학의 어두운 사소설적인 풍토를 비판하고, 경쾌하고 재치가 있어서 지적인 작품을 쓰는 것을 목표로 했다. 평론·에세이도 다수 발표한 소설도 있으며, 또 영문학자로서 조이스의 "율리시즈"의 번역 등에도 종사했다.